# The Chrysalis Years
The Chrysalis Years è una compilation del 2002 che include tutti i cinque album che i Ramones hanno fatto con la Chrysalis Records: Brain Drain, Mondo Bizarro, Acid Eaters, ¡Adios Amigos! e Loco Live. 

## Tracce

### Disco 1
1. I Believe in Miracles
2. Zero Zero UFO
3. Don't Bust My Chops
4. Punishment Fits the Crime
5. All Screwed Up
6. Palisades Park
7. Pet Sematary
8. Learn to Listen
9. Can't Get you Outta My Mind
10. Ignorance is Bliss
11. Come Back Baby
12. Merry Christmas (I Don't Want to Fight Tonight)
13. Journey to the Centre of the Mind
14. Substitute
15. Out of Time
16. Shape of Things to Come
17. Somebody to Love
18. When i was Young
19. 7 and 7 is
20. My Back Pages
21. Can't Seem to Make you Mine
22. Have you Ever Seen the Rain
23. I Can't Control Myself
24. Surf City
25. Spider Man

### Disco 2
1. Censorshit
2. The Job That Ate My Brain
3. Poison Heart
4. Anxiety
5. Strength to Endure
6. It's Gonna be Alright
7. Take it as it Comes
8. Main Man
9. Tomorrow she Goes Away
10. I Won't Let it Happen
11. Cabbies on Crack
12. Heidi is a Headcase
13. Touring
14. I Don't Want to Grow Up
15. Makin' Monsters for My Friends
16. It's Not For me to Know
17. Crusher
18. Life's a Gas
19. Take the Pain Away
20. I Love you
21. Cretin' Family
22. Have a Nice Day
23. Scattergun
24. Got a Lot to Say
25. She Talks to Rainbows
26. Born to Die in Berlin

### Disco 3
1. The Good the Bad and the Ugly (live)
2. Durango '95 (live)
3. Teenage Lobotomy (live)
4. Psycho Therapy (live)
5. Blitzkrieg Bop (live)
6. Do You Remember Rock 'n' Roll Radio? (live)
7. I Believe in Miracles (live)
8. Gimme Gimme Shock Treatment (live)
9. Rock 'n' Roll High School (live)
10. I Wanna Be Sedated (live)
11. The KKK Took My Baby Away (live)
12. I Wanna Live (live)
13. My Brain Is Hanging Upside Down (Bonzo Goes to Bitburg) (live)
14. Too Tough to Die (live)
15. Sheena Is a Punk Rocker (live)
16. Rockaway Beach (live)
17. Pet Sematary (live)
18. Don't Bust My Chops (live)
19. Palisades Park (live)
20. Mama's Boy (live)
21. Wart Hog (live)
22. Surfin' Bird (live)
23. Cretin' Hop (live)
24. I Don't Wanna Walk Around With You (live)
25. Today your Love Tomorrow the World (live)
26. Pinhead (live)
27. Somebody Put Something in My Drink (live)
28. Beat On the Brat (live)
29. Judy is a Punk (live)
30. Chinese Rocks (live)
31. Love Kills (live)
32. Ignorance is Bliss (live)

## Formazione
- Joey Ramone - voce
- Johnny Ramone - chitarra
- Dee Dee Ramone - basso (nelle tracce dell'album Brain Drain)
- C.J. Ramone - basso e voce (nelle tracce degli album dal 1992 al 1995)
- Marky Ramone - batteria